# Campeonato de Primera A 2016-17 (ACF)
La temporada 2016/17 de la Primera A fue la nonagésima octava (98.ª) edición de la primera categoría de la Asociación Cruceña de Fútbol. Se dividió en dos etapas: la primera, que es una etapa de clasificación (que consta de dos ruedas), y una etapa final, en el cual se define el campeón.
El campeón de la temporada fue Destroyers, que obtuvo su 8.º título en la categoría.

## Formato
Esta temporada se divide en dos etapas: una etapa inicial y una etapa de liguillas.
La etapa de clasificación se disputa de forma regular y mediante el sistema de todos contra todos en dos ruedas: la primera es jugada desde octubre a diciembre del año 2016, mientras que la segunda se disputa en desde enero del año 2017. La clasificación final se establece teniendo en cuenta los puntos obtenidos en cada enfrentamiento, a razón de tres por partido ganado, uno por empate y ninguno en caso de derrota. Después de esta primera etapa de partidos en la que todos los clubes han jugado 24 partidos, se realiza una división en la liga en dos grupos o liguillas. La primera está conformada por todos los equipos que ocupen de la 1.ª a la 6.ª posición y la otra a los equipos que ocupen las posiciones de la 7.ª a la última. Los puntos obtenidos durante la primera etapa se siguen teniendo en cuenta para la clasificación final solo en la liguilla de permanencia, pero los equipos compiten únicamente dentro de su sección en la segunda fase. En caso de haber igualdad de puntos en el primer lugar se jugará un partido de desempate. El ganador de la liguilla tendrá que disputar un partido final ante el ganador de la primera fase; en caso de ser el mismo equipo, se consagrará campeón del torneo.

## Equipos participantes
| Club                | Ciudad                  | Estadio                         | Capacidad | Fundación                          | 2015/16        |
| ------------------- | ----------------------- | ------------------------------- | --------- | ---------------------------------- | -------------- |
| 24 de Septiembre    | Santa Cruz de la Sierra | -                               | -         | 24 de septiembre de 1969           | 11°            |
| Argentinos Juniors  | Santa Cruz de la Sierra | -                               | -         | 24 de abril de 1975                | 3°             |
| Calleja             | Santa Cruz de la Sierra | -                               | -         | 1966                               | 9°             |
| Cooper              | Santa Cruz de la Sierra | -                               | -         | 12 de julio de 1980                | 13°            |
| Destroyers          | Santa Cruz de la Sierra | Estadio Ramón Tahuichi Aguilera | 38.500    | 14 de septiembre de 1948           | 2°             |
| El Torno FC         | El Torno                | Estadio Municipal El Torno      | ¿?        | 23 de enero de 2005                | 6°             |
| Ferroviario         | Santa Cruz de la Sierra | -                               | -         | 16 de junio de 1968                | 12°            |
| Oriente Petrolero B | Santa Cruz de la Sierra | Estadio Ramón Tahuichi Aguilera | 38.500    | 5 de noviembre de 1955             | 5°             |
| Real América        | Santa Cruz de la Sierra | -                               | -         | 12 de octubre de 1968              | 1°             |
| Real Santa Cruz     | Santa Cruz de la Sierra | Estadio Juan Carlos Durán       | 25.000    | 3 de mayo de 1962                  | 8°             |
| Royal Pari FC       | Santa Cruz de la Sierra | -                               | -         | 14 de septiembre de 2013 (refund.) | 4°             |
| Sebastián Pagador   | Santa Cruz de la Sierra | -                               | -         | 21 de noviembre de 1972            | (Primera B) 1° |
| Universidad         | Santa Cruz de la Sierra | -                               | -         | 24 de abril de 1954                | 10°            |

## Ascensos y descensos
| Posición | Equipos ascendidos de Primera B 2015-16 |
| -------- | --------------------------------------- |
| 1.º      | Sebastián Pagador                       |

| Posición | Equipos descendidos de Primera A 2015-16 |
| -------- | ---------------------------------------- |
| 12.º     | Libertad                                 |

Libertad quedó en última posición en la Temporada 2015-16 de la Primera A, por lo cual descendió a Primera B; mientras que Sebastián Pagador ocupa el puesto sobrante en Primera A al salir campeón de la Temporada 2015-16 de la Primera B.
Por otro lado, Guabirá, al haber ascendido a la Primera División de Bolivia, ya no participa en la temporada 2016-17, bajando el número de equipos de 14 la temporada 2015-16 a 13 la presente temporada.

## Primera etapa

### Tabla de posiciones
| Pos. | Equipo                | Pts. | PJ | PG | PE | PP | GF | GC | Dif. |
| ---- | --------------------- | ---- | -- | -- | -- | -- | -- | -- | ---- |
| 01.º | Destroyers            | 51   | 24 | 16 | 3  | 5  | 50 | 24 | 26   |
| 02.º | Royal Pari FC         | 50   | 24 | 15 | 5  | 4  | 43 | 21 | 22   |
| 03.º | Universidad           | 41   | 24 | 13 | 2  | 9  | 42 | 30 | 12   |
| 04.º | El Torno FC           | 40   | 24 | 11 | 7  | 6  | 43 | 27 | 16   |
| 05.º | Real Santa Cruz       | 38   | 24 | 11 | 5  | 8  | 39 | 30 | 9    |
| 06.º | Real América          | 38   | 24 | 11 | 5  | 8  | 47 | 41 | 6    |
| 07.º | Ferroviario           | 37   | 24 | 10 | 7  | 7  | 43 | 42 | 1    |
| 08.º | Argentinos Juniors    | 36   | 24 | 11 | 3  | 10 | 35 | 38 | −3   |
| 09.º | Oriente Petrolero "B" | 33   | 24 | 10 | 3  | 11 | 35 | 40 | −5   |
| 10.º | Cooper                | 24   | 24 | 7  | 3  | 14 | 24 | 40 | −16  |
| 11.º | 24 de Septiembre      | 24   | 24 | 7  | 3  | 14 | 23 | 41 | −18  |
| 12.º | Calleja               | 20   | 24 | 6  | 2  | 16 | 25 | 42 | −17  |
| 13.º | Sebastián Pagador*    | 9    | 24 | 3  | 2  | 19 | 20 | 53 | −33  |

|  | Ganador de la Primera Etapa. Clasificado a la liguilla del título. |
|  | Clasifican para la liguilla del título.                            |
|  | Clasifican para la liguilla de descenso.                           |

- Sebastián Pagador incumplió con el reglamento en el partido frente a Oriente Petrolero B correspondiente a la fecha 17, por lo cual, se le descontaron dos puntos.

### Primera rueda
Los horarios son correspondientes al horario de Bolivia (UTC-4).
| Ferroviario      | 2 - 2 Archivado el 3 de febrero de 2017 en Wayback Machine. | Real América          | Édgar Peña Gutiérrez    | 1 de octubre | 14:00 |
| El Torno FC      | 0 - 0 Archivado el 3 de febrero de 2017 en Wayback Machine. | Argentinos Jrs.       | Municipal El Torno      | 1 de octubre | 15:00 |
| 24 de Septiembre | 1 - 3 Archivado el 3 de febrero de 2017 en Wayback Machine. | Destroyers            | Édgar Peña Gutiérrez    | 1 de octubre | 16:00 |
| Calleja          | 0 - 1 Archivado el 3 de febrero de 2017 en Wayback Machine. | Universidad           | Juan Carlos Durán       | 2 de octubre | 9:00  |
| Real Santa Cruz  | 2 - 0 Archivado el 3 de febrero de 2017 en Wayback Machine. | Sebastián Pagador     | Juan Carlos Durán       | 2 de octubre | 11:00 |
| Royal Pari       | 2 - 1 Archivado el 3 de febrero de 2017 en Wayback Machine. | Oriente Petrolero "B" | Ramón Tahuichi Aguilera | 3 de octubre | 19:30 |

| Real América          | 1 - 1 Archivado el 3 de febrero de 2017 en Wayback Machine. | 24 de Septiembre | Édgar Peña Gutiérrez        | 6 de octubre | 16:00 |
| Sebastián Pagador     | 0 - 2 Archivado el 3 de febrero de 2017 en Wayback Machine. | Universidad      | Municipal Villa 1.º de Mayo | 8 de octubre | 14:00 |
| Cooper                | 2 - 2 Archivado el 3 de febrero de 2017 en Wayback Machine. | El Torno FC      | Juan Carlos Durán           | 8 de octubre | 14:00 |
| Destroyers            | 3 - 0 Archivado el 3 de febrero de 2017 en Wayback Machine. | Calleja          | Municipal La Guardia        | 8 de octubre | 15:00 |
| Oriente Petrolero "B" | 2 - 1 Archivado el 3 de febrero de 2017 en Wayback Machine. | Real Santa Cruz  | Juan Carlos Durán           | 8 de octubre | 16:00 |
| Argentinos Jrs        | 1 - 2 Archivado el 3 de febrero de 2017 en Wayback Machine. | Ferroviario      | Municipal Villa 1.º de Mayo | 8 de octubre | 16:00 |

| Royal Pari            | 1 - 0 Archivado el 3 de febrero de 2017 en Wayback Machine. | El Torno FC       | Juan Carlos Durán           | 15 de octubre | 14:00 |
| Calleja               | 2 - 0 Archivado el 3 de febrero de 2017 en Wayback Machine. | Sebastián Pagador | Municipal Villa 1.º de Mayo | 15 de octubre | 15:00 |
| Destroyers            | 1 - 1 Archivado el 3 de febrero de 2017 en Wayback Machine. | Real América      | Municipal La Guardia        | 15 de octubre | 15:30 |
| 24 de Septiembre      | 0 - 2 Archivado el 3 de febrero de 2017 en Wayback Machine. | Argentinos Jrs    | Juan Carlos Durán           | 15 de octubre | 16:00 |
| Oriente Petrolero "B" | 0 - 3 Archivado el 3 de febrero de 2017 en Wayback Machine. | Universidad       | Édgar Peña Gutiérrez        | 18 de octubre | 15:00 |
| Ferroviario           | 0 - 1 Archivado el 3 de febrero de 2017 en Wayback Machine. | Cooper            | Édgar Peña Gutiérrez        | 18 de octubre | 17:00 |

| Oriente Petrolero "B" | 1 - 2 Archivado el 3 de febrero de 2017 en Wayback Machine. | Sebastián Pagador | Édgar Peña Gutiérrez        | 22 de octubre | 14:00 |
| Real América          | 5 - 3 Archivado el 3 de febrero de 2017 en Wayback Machine. | Calleja           | Samuel Vaca Jiménez         | 22 de octubre | 15:00 |
| Argentinos Jrs        | 0 - 1 Archivado el 3 de febrero de 2017 en Wayback Machine. | Destroyers        | Municipal Villa 1.º de Mayo | 22 de octubre | 15:00 |
| El Torno FC           | 2 - 1 Archivado el 3 de febrero de 2017 en Wayback Machine. | Real Santa Cruz   | Municipal El Torno          | 22 de octubre | 15:00 |
| Cooper                | 1 - 2 Archivado el 3 de febrero de 2017 en Wayback Machine. | 24 de Septiembre  | Edgar Peña Gutiérrez        | 22 de octubre | 16:00 |
| Royal Pari            | 2 - 2 Archivado el 3 de febrero de 2017 en Wayback Machine. | Ferroviario       | Ramón Tahuichi Aguilera     | 25 de octubre | 19:00 |

| Calleja          | 1 - 3 Archivado el 3 de febrero de 2017 en Wayback Machine. | Oriente Petrolero "B" | Édgar Peña Gutiérrez | 29 de octubre  | 14:00 |
| Universidad      | 3 - 2 Archivado el 3 de febrero de 2017 en Wayback Machine. | El Torno FC           | Juan Carlos Durán    | 29 de octubre  | 14:00 |
| 24 de Septiembre | 0 - 2 Archivado el 3 de febrero de 2017 en Wayback Machine. | Royal Pari            | Édgar Peña Gutiérrez | 29 de octubre  | 16:00 |
| Real Santa Cruz  | 2 - 3 Archivado el 3 de febrero de 2017 en Wayback Machine. | Ferroviario           | Juan Carlos Durán    | 29 de octubre  | 16:00 |
| Real América     | 0 - 1 Archivado el 3 de febrero de 2017 en Wayback Machine. | Argentinos Jrs        | Édgar Peña Gutiérrez | 1 de noviembre | 16:00 |
| Destroyers       | 1 - 0 Archivado el 3 de febrero de 2017 en Wayback Machine. | Cooper                | Édgar Peña Gutiérrez | 1 de noviembre | 18:00 |

| Ferroviario     | 3 - 2 Archivado el 3 de febrero de 2017 en Wayback Machine. | Universidad       | Juan Carlos Durán           | 5 de noviembre | 14:00 |
| Argentinos Jrs  | 1 - 2 Archivado el 3 de febrero de 2017 en Wayback Machine. | Calleja           | Municipal Villa 1.º de Mayo | 5 de noviembre | 16:00 |
| El Torno FC     | 4 - 0 Archivado el 3 de febrero de 2017 en Wayback Machine. | Sebastián Pagador | Municipal El Torno          | 5 de noviembre | 16:00 |
| Real Santa Cruz | 0 - 0 Archivado el 3 de febrero de 2017 en Wayback Machine. | 24 de Septiembre  | Juan Carlos Durán           | 5 de noviembre | 16:00 |
| Cooper          | 1 - 5 Archivado el 3 de febrero de 2017 en Wayback Machine. | Real América      | Édgar Peña Gutiérrez        | 9 de noviembre | 14:00 |
| Destroyers      | 1 - 1 Archivado el 3 de febrero de 2017 en Wayback Machine. | Royal Pari        | Édgar Peña Gutiérrez        | 9 de noviembre | 16:00 |

| Sebastián Pagador     | 1 - 2 Archivado el 3 de febrero de 2017 en Wayback Machine. | Ferroviario      | Édgar Peña Gutiérrez | 12 de noviembre | 14:00 |
| Universidad           | 0 - 1 Archivado el 3 de febrero de 2017 en Wayback Machine. | 24 de Septiembre | Édgar Peña Gutiérrez | 12 de noviembre | 16:00 |
| Cooper                | 0 - 3 Archivado el 3 de febrero de 2017 en Wayback Machine. | Argentinos Jrs   | Édgar Peña Gutiérrez | 12 de noviembre | 14:00 |
| Oriente Petrolero "B" | 1 - 1 Archivado el 3 de febrero de 2017 en Wayback Machine. | El Torno FC      | Édgar Peña Gutiérrez | 12 de noviembre | 16:00 |
| Destroyers            | 1 - 0 Archivado el 3 de febrero de 2017 en Wayback Machine. | Real Santa Cruz  | Juan Carlos Durán    | 16 de noviembre | 16:00 |
| Real América          | 0 - 2 Archivado el 3 de febrero de 2017 en Wayback Machine. | Royal Pari       | Juan Carlos Durán    | 20 de diciembre | 14:00 |

| Cooper           | 1 - 0 Archivado el 3 de febrero de 2017 en Wayback Machine. | Calleja               | Municipal Villa 1.º de Mayo | 19 de noviembre | 14:00 |
| Ferroviario      | 4 - 0 Archivado el 3 de febrero de 2017 en Wayback Machine. | Oriente Petrolero "B" | Municipal El Torno          | 19 de noviembre | 14:00 |
| Royal Pari       | 0 - 0 Archivado el 3 de febrero de 2017 en Wayback Machine. | Argentinos Jrs        | Municipal El Torno          | 19 de noviembre | 16:00 |
| 24 de Septiembre | 2 - 1 Archivado el 3 de febrero de 2017 en Wayback Machine. | Sebastián Pagador     | Municipal Villa 1.º de Mayo | 19 de noviembre | 16:00 |
| Universidad      | 0 - 4 Archivado el 3 de febrero de 2017 en Wayback Machine. | Destroyers            | Juan Carlos Durán           | 22 de noviembre | 14:00 |
| Real Santa Cruz  | 2 - 1 Archivado el 3 de febrero de 2017 en Wayback Machine. | Real América          | Juan Carlos Durán           | 22 de noviembre | 16:00 |

| Cooper                | 1 - 0 Archivado el 3 de febrero de 2017 en Wayback Machine. | Royal Pari        | Juan Carlos Durán       | 26 de noviembre | 14:00 |
| Oriente Petrolero "B" | 2 - 3 Archivado el 3 de febrero de 2017 en Wayback Machine. | 24 de Septiembre  | Édgar Peña Gutiérrez    | 26 de noviembre | 14:00 |
| El Torno FC           | 2 - 0 Archivado el 3 de febrero de 2017 en Wayback Machine. | Calleja           | Municipal El Torno      | 26 de noviembre | 16:00 |
| Real Santa Cruz       | 1 - 3 Archivado el 3 de febrero de 2017 en Wayback Machine. | Argentinos Jrs    | Juan Carlos Durán       | 26 de noviembre | 16:00 |
| Real América          | 1 - 0 Archivado el 3 de febrero de 2017 en Wayback Machine. | Universidad       | Édgar Peña Gutiérrez    | 26 de noviembre | 16:00 |
| Destroyers            | 1 - 0 Archivado el 3 de febrero de 2017 en Wayback Machine. | Sebastián Pagador | Ramón Tahuichi Aguilera | 29 de noviembre | 17:00 |

| Ferroviario       | 3 - 3 Archivado el 3 de febrero de 2017 en Wayback Machine. | El Torno FC           | Juan Carlos Durán           | 2 de diciembre | 14:00 |
| Real Santa Cruz   | 1 - 3 Archivado el 3 de febrero de 2017 en Wayback Machine. | Cooper                | Juan Carlos Durán           | 2 de diciembre | 16:00 |
| Royal Pari        | 1 - 0 Archivado el 3 de febrero de 2017 en Wayback Machine. | Calleja               | Municipal Villa 1.º de Mayo | 3 de diciembre | 14:00 |
| Universidad       | 0 - 1 Archivado el 3 de febrero de 2017 en Wayback Machine. | Argentinos Jrs        | Juan Carlos Durán           | 3 de diciembre | 16:00 |
| Sebastián Pagador | 2 - 3 Archivado el 3 de febrero de 2017 en Wayback Machine. | Real América          | Édgar Peña Gutiérrez        | 6 de diciembre | 14:00 |
| Destroyers        | 2 - 1 Archivado el 3 de febrero de 2017 en Wayback Machine. | Oriente Petrolero "B" | Édgar Peña Gutiérrez        | 6 de diciembre | 16:00 |

| Calleja               | 1 - 3 Archivado el 3 de febrero de 2017 en Wayback Machine. | Ferroviario       | Municipal El Torno          | 13 de diciembre | 14:00 |
| Cooper                | 0 - 2 Archivado el 3 de febrero de 2017 en Wayback Machine. | Universidad       | Municipal Villa 1.º de Mayo | 13 de diciembre | 14:00 |
| Oriente Petrolero "B" | 2 - 4 Archivado el 3 de febrero de 2017 en Wayback Machine. | Real América      | Édgar Peña Gutiérrez        | 13 de diciembre | 14:00 |
| Royal Pari            | 0 - 0 Archivado el 3 de febrero de 2017 en Wayback Machine. | Real Santa Cruz   | Édgar Peña Gutiérrez        | 13 de diciembre | 16:00 |
| El Torno FC           | 2 - 0 Archivado el 3 de febrero de 2017 en Wayback Machine. | 24 de Septiembre  | Municipal El Torno          | 13 de diciembre | 16:00 |
| Argentinos Jrs        | 1 - 0 Archivado el 3 de febrero de 2017 en Wayback Machine. | Sebastián Pagador | Municipal Villa 1.º de Mayo | 13 de diciembre | 16:00 |

| 24 de Septiembre      | 1 - 3 Archivado el 3 de febrero de 2017 en Wayback Machine.                                             | Ferroviario    | Édgar Peña Gutiérrez        | 15 de diciembre | 14:00 |
| Universidad           | 3 - 0 Archivado el 3 de febrero de 2017 en Wayback Machine.                                             | Royal Pari     | Juan Carlos Durán           | 15 de diciembre | 14:00 |
| Oriente Petrolero "B" | 3 - 2 (enlace roto disponible en Internet Archive; véase el historial, la primera versión y la última). | Argentinos Jrs | Municipal Villa 1.º de Mayo | 15 de diciembre | 14:00 |
| Real Santa Cruz       | 2 - 1 Archivado el 3 de febrero de 2017 en Wayback Machine.                                             | Calleja        | Juan Carlos Durán           | 15 de diciembre | 16:00 |
| Destroyers            | 2 - 2 Archivado el 3 de febrero de 2017 en Wayback Machine.                                             | El Torno FC    | Édgar Peña Gutiérrez        | 15 de diciembre | 16:00 |
| Sebastián Pagador     | 0 - 2 Archivado el 3 de febrero de 2017 en Wayback Machine.                                             | Cooper         | Municipal Villa 1.º de Mayo | 15 de diciembre | 16:00 |

| Royal Pari      | 3 - 1 Archivado el 3 de febrero de 2017 en Wayback Machine. | Sebastián Pagador     | Édgar Peña Gutiérrez        | 17 de diciembre | 14:00 |
| Ferroviario     | 0 - 4 Archivado el 3 de febrero de 2017 en Wayback Machine. | Destroyers            | Municipal Villa 1.º de Mayo | 17 de diciembre | 16:00 |
| Real América    | 3 - 0 Archivado el 3 de febrero de 2017 en Wayback Machine. | El Torno FC           | Édgar Peña Gutiérrez        | 17 de diciembre | 16:00 |
| Cooper          | 1 - 2 Archivado el 3 de febrero de 2017 en Wayback Machine. | Oriente Petrolero "B" | Édgar Peña Gutiérrez        | 19 de diciembre | 14:00 |
| Calleja         | 1 - 2 Archivado el 3 de febrero de 2017 en Wayback Machine. | 24 de Septiembre      | Édgar Peña Gutiérrez        | 19 de diciembre | 16:00 |
| Real Santa Cruz | 2 - 1 Archivado el 3 de febrero de 2017 en Wayback Machine. | Universidad           | Juan Carlos Durán           | 20 de diciembre | 16:00 |

### Segunda rueda
| Argentinos Jrs        | 0 - 4 Archivado el 13 de marzo de 2017 en Wayback Machine. | El Torno FC      | Municipal Villa 1.º de Mayo | 11 de marzo | 14:00 |
| Universidad           | 0 - 2 Archivado el 13 de marzo de 2017 en Wayback Machine. | Calleja          | Édgar Peña Gutiérrez        | 11 de marzo | 14:00 |
| Sebastián Pagador     | 1 - 1 Archivado el 13 de marzo de 2017 en Wayback Machine. | Real Santa Cruz  | Juan Carlos Durán           | 11 de marzo | 14:00 |
| Real América          | 1 - 1 Archivado el 13 de marzo de 2017 en Wayback Machine. | Ferroviario      | Municipal Villa 1.º de Mayo | 11 de marzo | 16:00 |
| Oriente Petrolero "B" | 0 - 2 Archivado el 13 de marzo de 2017 en Wayback Machine. | Royal Pari       | Édgar Peña Gutiérrez        | 11 de marzo | 16:00 |
| Destroyers            | 2 - 0 Archivado el 13 de marzo de 2017 en Wayback Machine. | 24 de Septiembre | Juan Carlos Durán.          | 11 de marzo | 16:00 |

| 24 de Septiembre | 1 - 4 Archivado el 21 de marzo de 2017 en Wayback Machine. | Real América          | Édgar Peña Gutiérrez        | 15 de marzo | 16:00 |
| Universidad      | 2 - 1 Archivado el 21 de marzo de 2017 en Wayback Machine. | Sebastián Pagador     | Juan Carlos Durán           | 18 de marzo | 14:00 |
| Real Santa Cruz  | 1 - 3 Archivado el 21 de marzo de 2017 en Wayback Machine. | Oriente Petrolero "B" | Juan Carlos Durán           | 18 de marzo | 16:00 |
| Ferroviario      | 3 - 1 Archivado el 21 de marzo de 2017 en Wayback Machine. | Argentinos Jrs        | Municipal Villa 1.º de Mayo | 18 de marzo | 16:00 |
| El Torno FC      | 0 - 0 Archivado el 21 de marzo de 2017 en Wayback Machine. | Cooper                | Municipal El Torno          | 18 de marzo | 16:00 |
| Calleja          | 0 - 2 Archivado el 27 de marzo de 2017 en Wayback Machine. | Destroyers            | Édgar Peña Gutiérrez        | 22 de marzo | 16:00 |

| Sebastián Pagador | 1 - 3 Archivado el 27 de marzo de 2017 en Wayback Machine. | Calleja               | Édgar Peña Gutiérrez        | 24 de marzo | 14:00 |
| Argentinos Jrs    | 3 - 4 Archivado el 27 de marzo de 2017 en Wayback Machine. | 24 de Septiembre      | Municipal Villa 1.º de Mayo | 25 de marzo | 14:00 |
| El Torno FC       | 2 - 1 Archivado el 27 de marzo de 2017 en Wayback Machine. | Royal Pari            | Municipal El Torno          | 25 de marzo | 15:30 |
| Universidad       | 1 - 1 Archivado el 27 de marzo de 2017 en Wayback Machine. | Oriente Petrolero "B" | Édgar Peña Gutiérrez        | 25 de marzo | 16:00 |
| Cooper            | 0 - 2 Archivado el 27 de marzo de 2017 en Wayback Machine. | Ferroviario           | Municipal Villa 1.º de Mayo | 25 de marzo | 16:00 |
| Real América      | 0 - 4 Archivado el 1 de abril de 2017 en Wayback Machine.  | Destroyers            | Édgar Peña Gutiérrez        | 28 de marzo | 15:30 |

| Sebastián Pagador | 0 - 3 Archivado el 9 de abril de 2017 en Wayback Machine. (W.O.) | Oriente Petrolero "B" | Municipal Villa 1.º de Mayo | 1 de abril  | 14:00 |
| 24 de Septiembre  | 2 - 0 Archivado el 9 de abril de 2017 en Wayback Machine.        | Cooper                | Juan Carlos Durán           | 8 de abril  | 14:00 |
| Calleja           | 1 - 1 Archivado el 9 de abril de 2017 en Wayback Machine.        | Real América          | Municipal Villa 1.º de Mayo | 8 de abril  | 14:00 |
| Real Santa Cruz   | 1 - 1 Archivado el 9 de abril de 2017 en Wayback Machine.        | El Torno FC           | Juan Carlos Durán           | 8 de abril  | 16:00 |
| Ferroviario       | 0 - 3 Archivado el 9 de abril de 2017 en Wayback Machine.        | Royal Pari            | Municipal Villa 1.º de Mayo | 8 de abril  | 16:00 |
| Destroyers        | 3 - 1 Archivado el 13 de abril de 2017 en Wayback Machine.       | Argentinos Jrs.       | Édgar Peña Gutiérrez        | 12 de abril | 16:00 |

| Royal Pari            | 2 - 1 Archivado el 18 de abril de 2017 en Wayback Machine. | 24 de Septiembre | Municipal Villa 1.º de Mayo | 15 de abril | 14:00 |
| Oriente Petrolero "B" | 1 - 1 Archivado el 18 de abril de 2017 en Wayback Machine. | Calleja          | Municipal El Torno          | 15 de abril | 14:00 |
| Cooper                | 1 - 2 Archivado el 18 de abril de 2017 en Wayback Machine. | Destroyers       | Municipal Villa 1.º de Mayo | 15 de abril | 16:00 |
| El Torno              | 1 - 2 Archivado el 18 de abril de 2017 en Wayback Machine. | Universidad      | Municipal El Torno          | 15 de abril | 16:00 |
| Argentinos Jrs.       | 3 - 2 Archivado el 24 de abril de 2017 en Wayback Machine. | Real América     | Juan Carlos Durán           | 18 de abril | 14:00 |
| Ferroviario           | 0 - 2 Archivado el 24 de abril de 2017 en Wayback Machine. | Real Santa Cruz  | Juan Carlos Durán           | 18 de abril | 16:00 |

| Sebastián Pagador | 2 - 4 Archivado el 24 de abril de 2017 en Wayback Machine. | El Torno FC     | Juan Carlos Durán           | 22 de abril | 14:00 |
| Calleja           | 1 - 3 Archivado el 24 de abril de 2017 en Wayback Machine. | Argentinos Jrs. | Municipal Villa 1.º de Mayo | 22 de abril | 14:00 |
| Universidad       | 2 - 2 Archivado el 24 de abril de 2017 en Wayback Machine. | Ferroviario     | Municipal Villa 1.º de Mayo | 22 de abril | 16:00 |
| 24 de Septiembre  | 0 - 4 Archivado el 24 de abril de 2017 en Wayback Machine. | Real Santa Cruz | Juan Carlos Durán           | 22 de abril | 16:00 |
| Real América      | 4 - 2 Archivado el 27 de abril de 2017 en Wayback Machine. | Cooper          | Juan Carlos Durán           | 25 de abril | 14:00 |
| Royal Pari        | 4 - 3 Archivado el 27 de abril de 2017 en Wayback Machine. | Destroyers      | Juan Carlos Durán           | 25 de abril | 16:00 |

| Ferroviario      | 3 - 3 (enlace roto disponible en Internet Archive; véase el historial, la primera versión y la última). | Sebastián Pagador     | Municipal El Torno   | 29 de abril | 13:30 |
| El Torno FC      | 3 - 0 (enlace roto disponible en Internet Archive; véase el historial, la primera versión y la última). | Oriente Petrolero "B" | Municipal El Torno   | 29 de abril | 15:30 |
| Argentinos Jrs.  | 3 - 1 (enlace roto disponible en Internet Archive; véase el historial, la primera versión y la última). | Cooper                | Édgar Peña Gutiérrez | 30 de abril | 9:00  |
| 24 de Septiembre | 2 - 3 (enlace roto disponible en Internet Archive; véase el historial, la primera versión y la última). | Universidad           | Édgar Peña Gutiérrez | 30 de abril | 13:00 |
| Royal Pari       | 3 - 2 (enlace roto disponible en Internet Archive; véase el historial, la primera versión y la última). | Real América          | Édgar Peña Gutiérrez | 2 de mayo   | 15:00 |
| Real Santa Cruz  | 2 - 1 (enlace roto disponible en Internet Archive; véase el historial, la primera versión y la última). | Destroyers            | Juan Carlos Durán    | 2 de mayo   | 15:00 |

| Sebastián Pagador     | 1 - 0 (enlace roto disponible en Internet Archive; véase el historial, la primera versión y la última). | 24 de Septiembre | Municipal Villa 1.º de Mayo | 6 de mayo | 13:30 |
| Oriente Petrolero "B" | 4 - 2 (enlace roto disponible en Internet Archive; véase el historial, la primera versión y la última). | Ferroviario      | Municipal Villa 1.º de Mayo | 6 de mayo | 15:30 |
| Calleja               | 1 - 2 (enlace roto disponible en Internet Archive; véase el historial, la primera versión y la última). | Cooper           | Édgar Peña Gutiérrez        | 7 de mayo | 9:00  |
| Argentinos Jrs.       | 0 - 5 (enlace roto disponible en Internet Archive; véase el historial, la primera versión y la última). | Royal Pari       | Édgar Peña Gutiérrez        | 7 de mayo | 11:00 |
| Real América          | 1 - 4 (enlace roto disponible en Internet Archive; véase el historial, la primera versión y la última). | Real Santa Cruz  | Juan Carlos Durán           | 9 de mayo | 13:00 |
| Destroyers            | 3 - 4 (enlace roto disponible en Internet Archive; véase el historial, la primera versión y la última). | Universidad      | Juan Carlos Durán           | 9 de mayo | 15:00 |

| Calleja           | 2 - 1 (enlace roto disponible en Internet Archive; véase el historial, la primera versión y la última). | El Torno FC           | Municipal Villa 1.º de Mayo | 13 de mayo | 13:30 |
| Royal Pari        | 1 - 1 (enlace roto disponible en Internet Archive; véase el historial, la primera versión y la última). | Cooper                | Municipal Villa 1.º de Mayo | 13 de mayo | 15:30 |
| Argentinos Jrs.   | 2 - 2 (enlace roto disponible en Internet Archive; véase el historial, la primera versión y la última). | Real Santa Cruz       | Édgar Peña Gutiérrez        | 13 de mayo | 15:30 |
| Sebastián Pagador | 1 - 3 (enlace roto disponible en Internet Archive; véase el historial, la primera versión y la última). | Destroyers            | Édgar Peña Gutiérrez        | 16 de mayo | 13:30 |
| Universidad       | 4 - 0 (enlace roto disponible en Internet Archive; véase el historial, la primera versión y la última). | Real América          | Édgar Peña Gutiérrez        | 16 de mayo | 15:30 |
| 24 de Septiembre  | 0 - 2 (enlace roto disponible en Internet Archive; véase el historial, la primera versión y la última). | Oriente Petrolero "B" | Édgar Peña Gutiérrez        | 18 de mayo | 13:30 |

| Calleja               | 1 - 2 (enlace roto disponible en Internet Archive; véase el historial, la primera versión y la última). | Royal Pari        | Édgar Peña Gutiérrez | 18 de mayo | 15:30 |
| Real América          | 2 - 0 (enlace roto disponible en Internet Archive; véase el historial, la primera versión y la última). | Sebastián Pagador | Municipal El Torno   | 27 de mayo | 13:00 |
| Cooper                | 3 - 2 (enlace roto disponible en Internet Archive; véase el historial, la primera versión y la última). | Real Santa Cruz   | Édgar Peña Gutiérrez | 27 de mayo | 13:00 |
| El Torno FC           | 3 - 0 (enlace roto disponible en Internet Archive; véase el historial, la primera versión y la última). | Ferroviario       | Municipal El Torno   | 27 de mayo | 15:00 |
| Argentinos Jrs.       | 0 - 3 (enlace roto disponible en Internet Archive; véase el historial, la primera versión y la última). | Universidad       | Édgar Peña Gutiérrez | 27 de mayo | 15:00 |
| Oriente Petrolero "B" | 1 - 0 (enlace roto disponible en Internet Archive; véase el historial, la primera versión y la última). | Destroyers        | Édgar Peña Gutiérrez | 8 de junio | 15:00 |

| Real América      | 2 - 1 (enlace roto disponible en Internet Archive; véase el historial, la primera versión y la última). | Oriente Petrolero "B" | Édgar Peña Gutiérrez        | 3 de junio | 9:00  |
| 24 de Septiembre  | 0 - 1 (enlace roto disponible en Internet Archive; véase el historial, la primera versión y la última). | El Torno FC           | Juan Carlos Durán           | 3 de junio | 9:00  |
| Real Santa Cruz   | 1 - 0 (enlace roto disponible en Internet Archive; véase el historial, la primera versión y la última). | Royal Pari            | Juan Carlos Durán           | 3 de junio | 11:00 |
| Universidad       | 2 - 0 (enlace roto disponible en Internet Archive; véase el historial, la primera versión y la última). | Cooper                | Édgar Peña Gutiérrez        | 3 de junio | 11:00 |
| Sebastián Pagador | 1 - 2 (enlace roto disponible en Internet Archive; véase el historial, la primera versión y la última). | Argentinos Jrs.       | Municipal Villa 1.º de Mayo | 4 de junio | 9:00  |
| Ferroviario       | 2 - 1 (enlace roto disponible en Internet Archive; véase el historial, la primera versión y la última). | Calleja               | Municipal Villa 1.º de Mayo | 4 de junio | 11:00 |

| Cooper          | 1 - 2 (enlace roto disponible en Internet Archive; véase el historial, la primera versión y la última). | Sebastián Pagador     | Édgar Peña Gutiérrez        | 10 de junio | 13:00 |
| Calleja         | 0 - 3 (enlace roto disponible en Internet Archive; véase el historial, la primera versión y la última). | Real Santa Cruz       | Municipal Villa 1.º de Mayo | 10 de junio | 13:00 |
| Ferroviario     | 0 - 0 (enlace roto disponible en Internet Archive; véase el historial, la primera versión y la última). | 24 de Septiembre      | Municipal Villa 1.º de Mayo | 10 de junio | 15:00 |
| Royal Pari      | 2 - 1 (enlace roto disponible en Internet Archive; véase el historial, la primera versión y la última). | Universidad           | Édgar Peña Gutiérrez        | 10 de junio | 15:00 |
| Argentinos Jrs. | 2 - 0 (enlace roto disponible en Internet Archive; véase el historial, la primera versión y la última). | Oriente Petrolero "B" | Municipal El Torno          | 12 de junio | 13:00 |
| El Torno FC     | 3 - 1 (enlace roto disponible en Internet Archive; véase el historial, la primera versión y la última). | Destroyers            | Municipal El Torno          | 12 de junio | 15:00 |

| Oriente Petrolero "B" | 1 - 0 (enlace roto disponible en Internet Archive; véase el historial, la primera versión y la última). | Cooper          | Juan Carlos Durán           | 17 de junio | 13:00 |
| 24 de Septiembre      | 0 - 1 (enlace roto disponible en Internet Archive; véase el historial, la primera versión y la última). | Calleja         | Édgar Peña Gutiérrez        | 17 de junio | 13:00 |
| Universidad           | 1 - 2 (enlace roto disponible en Internet Archive; véase el historial, la primera versión y la última). | Real Santa Cruz | Juan Carlos Durán           | 17 de junio | 15:00 |
| Destroyers            | 2 - 1 (enlace roto disponible en Internet Archive; véase el historial, la primera versión y la última). | Ferroviario     | Municipal Villa 1.º de Mayo | 17 de junio | 15:00 |
| Sebastián Pagador     | 0 - 4 (enlace roto disponible en Internet Archive; véase el historial, la primera versión y la última). | Royal Pari      | Édgar Peña Gutiérrez        | 17 de junio | 15:00 |
| El Torno FC           | 0 - 2 (enlace roto disponible en Internet Archive; véase el historial, la primera versión y la última). | Real América    | Municipal El Torno          | 17 de junio | 15:00 |

## Liguillas

### Grupo campeonato
| Pos. | Equipo          | Pts. | PJ | PG | PE | PP | GF | GC | Dif. |
| ---- | --------------- | ---- | -- | -- | -- | -- | -- | -- | ---- |
| 01.º | Destroyers      | 10   | 5  | 3  | 1  | 1  | 10 | 5  | 5    |
| 02.º | Real América    | 10   | 5  | 3  | 1  | 1  | 10 | 7  | 3    |
| 03.º | El Torno FC     | 7    | 5  | 2  | 1  | 2  | 7  | 6  | 1    |
| 04.º | Universidad     | 7    | 5  | 2  | 1  | 2  | 10 | 11 | −1   |
| 05.º | Royal Pari FC   | 5    | 5  | 1  | 2  | 2  | 6  | 6  | 0    |
| 06.º | Real Santa Cruz | 3    | 5  | 1  | 0  | 4  | 4  | 12 | −8   |

#### Evolución de las posiciones
| Equipo / Fecha  | 01 | 02 | 03 | 04 | 05 |
| --------------- | -- | -- | -- | -- | -- |
| Destroyers      | 1  | 1  | 1  | 1  | 1  |
| Real América    | 2  | 2  | 5  | 4  | 2  |
| El Torno FC     | 3  | 5  | 3  | 2  | 3  |
| Royal Pari FC   | 4  | 4  | 2  | 5  | 5  |
| Universidad     | 5  | 3  | 4  | 3  | 4  |
| Real Santa Cruz | 6  | 6  | 6  | 6  | 6  |

#### Resultados
Los horarios son correspondientes al horario de Bolivia (UTC-4).
| Universidad     | 1 - 1 (enlace roto disponible en Internet Archive; véase el historial, la primera versión y la última). | Royal Pari  | Juan Carlos Durán    | 24 de junio | 13:00 |
| Real Santa Cruz | 1 - 5 (enlace roto disponible en Internet Archive; véase el historial, la primera versión y la última). | Destroyers  | Juan Carlos Durán    | 24 de junio | 15:00 |
| Real América    | 2 - 2 (enlace roto disponible en Internet Archive; véase el historial, la primera versión y la última). | El Torno FC | Édgar Peña Gutiérrez | 24 de junio | 15:00 |

| Real América | 2 - 0 (enlace roto disponible en Internet Archive; véase el historial, la primera versión y la última). | Real Santa Cruz | Édgar Peña Gutiérrez | 5 de julio | 15:00 |
| Destroyers   | 0 - 0 (enlace roto disponible en Internet Archive; véase el historial, la primera versión y la última). | Royal Pari      | Juan Carlos Durán    | 5 de julio | 15:00 |
| El Torno FC  | 1 - 2 (enlace roto disponible en Internet Archive; véase el historial, la primera versión y la última). | Universidad     | Municipal El Torno   | 5 de julio | 15:00 |

| Real Santa Cruz | 0 - 2 (enlace roto disponible en Internet Archive; véase el historial, la primera versión y la última). | El Torno FC  | Édgar Peña Gutiérrez | 8 de julio | 13:00 |
| Royal Pari      | 3 - 1 (enlace roto disponible en Internet Archive; véase el historial, la primera versión y la última). | Real América | Édgar Peña Gutiérrez | 8 de julio | 15:00 |
| Universidad     | 3 - 4 (enlace roto disponible en Internet Archive; véase el historial, la primera versión y la última). | Destroyers   | Juan Carlos Durán    | 8 de julio | 15:00 |

| Real América    | 1 - 0 (enlace roto disponible en Internet Archive; véase el historial, la primera versión y la última). | Destroyers  | Juan Carlos Durán    | 12 de julio | 13:00 |
| Real Santa Cruz | 1 - 2 (enlace roto disponible en Internet Archive; véase el historial, la primera versión y la última). | Universidad | Juan Carlos Durán    | 12 de julio | 15:00 |
| El Torno FC     | 2 - 1 (enlace roto disponible en Internet Archive; véase el historial, la primera versión y la última). | Royal Pari  | Édgar Peña Gutiérrez | 12 de julio | 15:00 |

| Universidad | 2 - 4 (enlace roto disponible en Internet Archive; véase el historial, la primera versión y la última). | Real América    | Édgar Peña Gutiérrez | 16 de julio | 15:00 |
| Royal Pari  | 1 - 2 (enlace roto disponible en Internet Archive; véase el historial, la primera versión y la última). | Real Santa Cruz | Municipal El Torno   | 16 de julio | 15:00 |
| Destroyers  | 1 - 0 (enlace roto disponible en Internet Archive; véase el historial, la primera versión y la última). | El Torno FC     | Juan Carlos Durán    | 16 de julio | 15:00 |

### Grupo permanencia
| Pos. | Equipo                | Pts. | PJ | PG | PE | PP | GF | GC | Dif. |
| ---- | --------------------- | ---- | -- | -- | -- | -- | -- | -- | ---- |
| 07.º | Ferroviario           | 48   | 30 | 13 | 9  | 8  | 57 | 53 | 4    |
| 08.º | Oriente Petrolero "B" | 43   | 30 | 13 | 4  | 13 | 42 | 46 | −4   |
| 09.º | Argentinos Juniors    | 42   | 30 | 12 | 6  | 12 | 37 | 41 | −4   |
| 10.º | 24 de Septiembre      | 32   | 30 | 9  | 5  | 16 | 31 | 47 | −16  |
| 11.º | Cooper                | 32   | 30 | 9  | 5  | 16 | 36 | 54 | −18  |
| 12.º | Calleja               | 29   | 30 | 9  | 2  | 19 | 38 | 53 | −15  |
| 13.º | Sebastián Pagador *   | 15   | 30 | 5  | 2  | 23 | 26 | 64 | −38  |

|       | Disputa el descenso indirecto. |
| Salió | Relegado a Primera B.          |

#### Evolución de las posiciones
| Equipo / Fecha      | 01 | 02 | 03 | 04 | 05 | 06 | 07 |
| ------------------- | -- | -- | -- | -- | -- | -- | -- |
| Ferroviario         | 7  | 7  | 7  | 7  | 7  | 7  | 7  |
| Argentinos Juniors  | 8  | 8  | 9  | 8  | 8  | 8  | 9  |
| Oriente Petrolero B | 9  | 9  | 8  | 9  | 9  | 9  | 8  |
| Cooper              | 10 | 10 | 10 | 10 | 10 | 10 | 11 |
| 24 de Septiembre    | 11 | 11 | 12 | 12 | 12 | 12 | 10 |
| Calleja             | 12 | 12 | 11 | 11 | 11 | 11 | 12 |
| Sebastián Pagador   | 13 | 13 | 13 | 13 | 13 | 13 | 13 |

#### Resultados
Los horarios son correspondientes al horario de Bolivia (UTC-4).
| Argentinos Jrs.       | 1 - 1 (enlace roto disponible en Internet Archive; véase el historial, la primera versión y la última). | Cooper           | Municipal Villa 1.º de Mayo | 24 de junio | 13:00 |
| Oriente Petrolero "B" | 0 - 2 (enlace roto disponible en Internet Archive; véase el historial, la primera versión y la última). | Calleja          | Édgar Peña Gutiérrez        | 24 de junio | 13:00 |
| Ferroviario           | 0 - 0 (enlace roto disponible en Internet Archive; véase el historial, la primera versión y la última). | 24 de Septiembre | Municipal Villa 1.º de Mayo | 24 de junio | 15:00 |

| Cooper           | 2 - 1 (enlace roto disponible en Internet Archive; véase el historial, la primera versión y la última). | Sebastián Pagador     | Juan Carlos Durán    | 5 de julio | 13:00 |
| Argentinos Jrs.  | 0 - 0 (enlace roto disponible en Internet Archive; véase el historial, la primera versión y la última). | Ferroviario           | Municipal El Torno   | 5 de julio | 13:00 |
| 24 de Septiembre | 0 - 1 (enlace roto disponible en Internet Archive; véase el historial, la primera versión y la última). | Oriente Petrolero "B" | Édgar Peña Gutiérrez | 5 de julio | 13:00 |

| Calleja           | 4 - 1 (enlace roto disponible en Internet Archive; véase el historial, la primera versión y la última). | Cooper                | Juan Carlos Durán    | 8 de julio | 13:00 |
| Sebastián Pagador | 1 - 0 (enlace roto disponible en Internet Archive; véase el historial, la primera versión y la última). | Argentinos Jrs.       | Édgar Peña Gutiérrez | 9 de julio | 9:00  |
| Ferroviario       | 2 - 3 (enlace roto disponible en Internet Archive; véase el historial, la primera versión y la última). | Oriente Petrolero "B" | Édgar Peña Gutiérrez | 9 de julio | 11:00 |

| Sebastián Pagador | 1 - 3 (enlace roto disponible en Internet Archive; véase el historial, la primera versión y la última). | Ferroviario | Municipal Villa 1.º de Mayo | 12 de julio | 13:00 |
| Argentinos Jrs.   | 1 - 0 (enlace roto disponible en Internet Archive; véase el historial, la primera versión y la última). | Calleja     | Municipal Villa 1.º de Mayo | 12 de julio | 15:00 |
| 24 de Septiembre  | 3 - 3 (enlace roto disponible en Internet Archive; véase el historial, la primera versión y la última). | Cooper      | Édgar Peña Gutiérrez        | 12 de julio | 15:00 |

| 24 de Septiembre | 1 - 0 (enlace roto disponible en Internet Archive; véase el historial, la primera versión y la última). | Argentinos Jrs.       | Municipal Villa 1.º de Mayo | 15 de julio | 13:00 |
| Cooper           | 2 - 1 (enlace roto disponible en Internet Archive; véase el historial, la primera versión y la última). | Oriente Petrolero "B" | Municipal Villa 1.º de Mayo | 15 de julio | 15:00 |
| Calleja          | 2 - 1 (enlace roto disponible en Internet Archive; véase el historial, la primera versión y la última). | Sebastián Pagador     | Édgar Peña Gutiérrez        | 16 de julio | 13:00 |

| Calleja               | 4 - 5 (enlace roto disponible en Internet Archive; véase el historial, la primera versión y la última). | Ferroviario      | Édgar Peña Gutiérrez | 19 de julio | 15:00 |
| Sebastián Pagador     | 2 - 1 (enlace roto disponible en Internet Archive; véase el historial, la primera versión y la última). | 24 de Septiembre | Juan Carlos Durán    | 19 de julio | 15:00 |
| Oriente Petrolero "B" | 0 - 0 (enlace roto disponible en Internet Archive; véase el historial, la primera versión y la última). | Argentinos Jrs.  | Édgar Peña Gutiérrez | 20 de julio | 13:00 |

| Oriente Petrolero "B" | 2 - 0 (enlace roto disponible en Internet Archive; véase el historial, la primera versión y la última). | Sebastián Pagador | Municipal Luján      | 22 de julio | 13:00 |
| Ferroviario           | 4 - 3 (enlace roto disponible en Internet Archive; véase el historial, la primera versión y la última). | Cooper            | Municipal Luján      | 22 de julio | 15:00 |
| 24 de Septiembre      | 3 - 0 (enlace roto disponible en Internet Archive; véase el historial, la primera versión y la última). | Calleja           | Édgar Peña Gutiérrez | 22 de julio | 15:00 |

### Definición del subcampeonato
Los equipos de Royal Pari, ubicado en el 2° puesto en la primera etapa, y Real América, ubicado en el 2° puesto en la liguilla del título, disputaron un partido extra para definir el segundo lugar y, por ende, la clasificación al Nacional B 2017.
| 20 de julio de 2017, 15:00 | Royal Pari FC                                                                                                   | 5:0 (3:0) | Real América | Estadio Édgar Peña Gutiérrez, Santa Cruz de la Sierra |                               |
|                            | Francisco Isita 20' · Francisco Isita 32' · Francisco Isita 42' · Francisco Isita 54' · Martín Palavicini 89' · | Reporte   |              | Árbitro(s): Juan Nelio García                         | Árbitro(s): Juan Nelio García |

### Campeón
Al ser ganador tanto de la Primera Etapa como de la Liguilla del Campeonato, Destroyers se coronó campeón del torneo de Primera A de la ACF.
| Campeón Primera A 2016-17 |
| ------------------------- |
|                           |
| Destroyers                |
| 8° Título                 |

## Partido por el descenso indirecto
En el partido por el descenso indirecto se enfrentaron el penúltimo clasificado en la liguilla por el descenso de la Primera A 2016-17 (Calleja) contra el 2° de la Primera B 2016-17 (Canarios).
| 17 de septiembre de 2017, 10:30 (GMT-4) | Calleja                                                                                            | 5:3 (2:1) | Canarios                                                      | Estadio Édgar Peña Gutiérrez, Santa Cruz de la Sierra |  |
|                                         | Fernando Cuéllar 23' · Misael Cuéllar 25' · Edward Vaca 62' · Diego Herbas 64' · José Gonzáles 73' |           | Daniel Gutiérrez 31' · Leonardo Barba 48' · Carlos Suárez 88' |                                                       |  |

### Clasificación final
|                                   |                                    |
| Calleja (Permanence en Primera A) | Canarios (Permanence en Primera B) |

## Goleadores
| 1°                                        | Jefferson Tavares    | Real América        | 21 | 25 | 0.84 |
| 2°                                        | Jonathan Delgadillo  | Universidad         | 19 | 27 | 0.7  |
| 3°                                        | Martín Palavicini    | Royal Pari FC       | 15 | 18 | 0.83 |
| 4°                                        | Francisco Isita      | Royal Pari FC       | 13 | 25 | 0.52 |
| 5°                                        | Richard Hurtado      | Calleja             | 11 | 25 | 0.44 |
| 6°                                        | Odín Rodríguez       | Ferroviario         | 10 | 24 | 0.42 |
| 6°                                        | José Leandro Padilla | Cooper              | 10 | 26 | 0.38 |
| 6°                                        | Luis Osinaga         | Destroyers          | 10 | 28 | 0.36 |
| 7°                                        | Élder Cuéllar        | 24 de Septiembre    | 9  | 15 | 0.6  |
| 7°                                        | Mirko Pérez          | Sebastián Pagador   | 9  | 17 | 0.53 |
| 8°                                        | Layonel Figueroa     | El Torno FC         | 8  | 17 | 0.47 |
| 8°                                        | Santos Navarro       | Argentinos Juniors  | 8  | 22 | 0.36 |
| 8°                                        | Yerko Vallejos       | Argentinos Juniors  | 8  | 23 | 0.35 |
| 8°                                        | Matías Aguirre       | 24 de Septiembre    | 8  | 24 | 0.33 |
| 8°                                        | Alejandro Mendez     | Ferroviario         | 8  | 25 | 0.32 |
| 9°                                        | Luis Banegas         | Ferroviario         | 7  | 14 | 0.5  |
| 9°                                        | Carlos Collazo       | El Torno FC         | 7  | 18 | 0.39 |
| 9°                                        | Miguel Ángel Pérez   | Oriente Petrolero B | 7  | 18 | 0.39 |
| 9°                                        | Wilson Cuéllar       | Real América        | 7  | 20 | 0.35 |
| 9°                                        | Cristhian Árabe      | Real Santa Cruz     | 7  | 25 | 0.28 |
| 9°                                        | Isaac Villarroel     | El Torno FC         | 7  | 25 | 0.28 |
| 9°                                        | Ryuji Harada         | Real Santa Cruz     | 7  | 26 | 0.27 |
| 9°                                        | Carlos Ávila         | El Torno FC         | 7  | 28 | 0.25 |
| 9°                                        | Ángel Cuéllar        | Destroyers          | 7  | 29 | 0.24 |
| Última actualización: 22 de julio de 2017 |                      |                     |    |    |      |